# 新生紀ドラゴゲリオンZ劇場版
『新生紀ドラゴゲリオンZ劇場版』（しんなまきドラゴゲリオンゼットげきじょうばん）は、R藤本と桜 稲垣早希のコンビ『ドラゴゲリオンZ』が出演しているお笑いイベントである。通称「ドラゴゲリオン」、「ドラゴゲリオンZ」。

## 概要
ベジータ芸人のR藤本とアスカ芸人の桜 稲垣早希によるお笑いライブイベント。R藤本と稲垣早希のピンネタやドラゴゲリオンZのコンビネタ、映像ネタ、企画コーナーなどを行う。企画コーナーでは毎回ゲストMCを迎えている。企画コーナーは主に対決企画やチャレンジ企画を行い判定はゲストMCが行う。
2014年4月27日からニコニコ生放送において『新生紀ドラゴゲリオンZ』が開始される。
それに関連して2014年6月14日から『新生紀ドラゴゲリオンZ劇場版』としてライブイベントが開催される様になった。渋谷ヨシモト∞ホールで月1回行われている。2016年1月24日には初めて大阪での劇場版公演も行われた。ニコニコ生放送第3話の配信と同日から始まり、それ以降話数を配信に合わせているため、劇場版は「第3話」が第1回目となる。
2018年12月9日の開催でドラゴゲリオンZ劇場版はリニューアルのため一旦休止した。

## 出演者
- R藤本
- 桜 稲垣早希

## 開催履歴
|          | 公演日         | 公演場所            | ゲストMC                                                                       |
| -------- | -------------- | ------------------- | ------------------------------------------------------------------------------ |
| 第3話    | 2014年6月14日  | 渋谷ヨシモト∞ホール | GAG少年楽団・宮戸                                                              |
| 第4話    | 2014年7月28日  | 渋谷ヨシモト∞ホール | GAG少年楽団・宮戸                                                              |
| 第5話    | 2014年8月30日  | 渋谷ヨシモト∞ホール | GAG少年楽団・宮戸                                                              |
| 第6話    | 2014年9月27日  | 渋谷ヨシモト∞ホール | ジャングルポケット・太田                                                       |
| 第7話    | 2014年10月19日 | 渋谷ヨシモト∞ホール | GAG少年楽団・宮戸                                                              |
| 第8話    | 2014年11月30日 | 渋谷ヨシモト∞ホール | GAG少年楽団・宮戸                                                              |
| 第9話    | 2014年12月27日 | 渋谷ヨシモト∞ホール | GAG少年楽団・宮戸                                                              |
| 第10話   | 2015年1月11日  | 渋谷ヨシモト∞ホール | Bコース・タケト                                                                |
| 第11話   | 2015年2月9日   | 渋谷ヨシモト∞ホール | とろサーモン・村田                                                             |
| 第12話   | 2015年3月8日   | 渋谷ヨシモト∞ホール | 2丁拳銃・修士                                                                  |
| 第13話   | 2015年4月5日   | 渋谷ヨシモト∞ホール | 囲碁将棋・文田                                                                 |
| 第14話   | 2015年5月3日   | 渋谷ヨシモト∞ホール | 天津・向                                                                       |
| 第15話   | 2015年6月7日   | 渋谷ヨシモト∞ホール | ケンドーコバヤシ                                                               |
| 第16話   | 2015年7月5日   | 渋谷ヨシモト∞ホール | チーモンチョーチュウ・菊地                                                     |
| 第17話   | 2015年8月2日   | 渋谷ヨシモト∞ホール | パンサー・向井                                                                 |
| 第18話   | 2015年9月13日  | 渋谷ヨシモト∞ホール | ジャングルポケット・太田                                                       |
| 第19話   | 2015年10月11日 | 渋谷ヨシモト∞ホール | Bコース・タケト                                                                |
| 第20話   | 2015年11月8日  | 渋谷ヨシモト∞ホール | 麒麟・田村                                                                     |
| 第21話   | 2015年12月6日  | 渋谷ヨシモト∞ホール | ジャングルポケット・太田                                                       |
| 第22話   | 2016年1月10日  | 渋谷ヨシモト∞ホール | GAG少年楽団・宮戸                                                              |
| 第22.5話 | 2016年1月24日  | 道頓堀ZAZA          | 藤崎マーケット・田崎                                                           |
| 第23話   | 2016年2月7日   | 渋谷ヨシモト∞ホール | 囲碁将棋・根建                                                                 |
| 第24話   | 2016年3月6日   | 渋谷ヨシモト∞ホール | Bコース・タケト                                                                |
| 第25話   | 2016年4月3日   | 渋谷ヨシモト∞ホール | なだぎ武                                                                       |
| 第26話   | 2016年5月1日   | 道頓堀ZAZA          | ザ・プラン9・浅越ゴエ                                                          |
| 第27話   | 2016年6月5日   | 渋谷ヨシモト∞ホール | 麒麟・田村                                                                     |
| 第28話   | 2016年7月3日   | 渋谷ヨシモト∞ホール | Bコース・タケト                                                                |
| 第29話   | 2016年8月21日  | 渋谷ヨシモト∞ホール | GAG少年楽団・宮戸                                                              |
| 第30話   | 2016年9月4日   | 道頓堀ZAZA          | かまいたち・濱家                                                               |
| 第31話   | 2016年10月9日  | 渋谷ヨシモト∞ホール | バッファロー吾郎・竹若                                                         |
| 第32話   | 2016年11月13日 | 劇場版は休み        | 劇場版は休み                                                                   |
| 第33話   | 2016年12月11日 | 渋谷ヨシモト∞ホール | 2丁拳銃・修士                                                                  |
| 第34話   | 2017年1月8日   | 道頓堀ZAZA          | ヤナギブソン                                                                   |
| 第35話   | 2017年2月5日   | 渋谷ヨシモト∞ホール | GAG少年楽団・宮戸                                                              |
| 第36話   | 2017年3月5日   | 渋谷ヨシモト∞ホール | バッファロー吾郎・竹若                                                         |
| 第37話   | 2017年4月9日   | 渋谷ヨシモト∞ホール | Bコース・タケト                                                                |
| 第38話   | 2017年5月21日  | YES THEATER         | ザ・プラン9・浅越ゴエ                                                          |
| 第39話   | 2017年6月11日  | 渋谷ヨシモト∞ホール | 麒麟・田村                                                                     |
| 第40話   | 2017年7月9日   | 渋谷ヨシモト∞ホール | 囲碁将棋・根建                                                                 |
| 第41話   | 2017年8月13日  | 渋谷ヨシモト∞ホール | Bコース・タケト                                                                |
| 第42話   | 2017年9月10日  | YES THEATER         | ヤナギブソン                                                                   |
| 第43話   | 2017年10月8日  | 渋谷ヨシモト∞ホール | バッファロー吾郎・竹若                                                         |
| 第44話   | 2017年11月12日 | 渋谷ヨシモト∞ホール | チーモンチョーチュウ・菊地                                                     |
| 第45話   | 2017年12月10日 | 渋谷ヨシモト∞ホール | 麒麟・田村                                                                     |
| 第46話   | 2018年1月14日  | 渋谷ヨシモト∞ホール | バッファロー吾郎・竹若                                                         |
| 第47話   | 2018年2月11日  | 渋谷ヨシモト∞ホール | ジャングルポケット・太田                                                       |
| 第48話   | 2018年3月11日  | 渋谷ヨシモト∞ホール | Bコース・タケト                                                                |
| 第49話   | 2018年4月8日   | 渋谷ヨシモト∞ホール | 囲碁将棋・根建                                                                 |
| 第50話   | 2018年5月6日   | 渋谷ヨシモト∞ホール | なだぎ武                                                                       |
| 第51話   | 2018年6月10日  | 渋谷ヨシモト∞ホール | 2丁拳銃・修士                                                                  |
| 第52話   | 2018年7月8日   | 渋谷ヨシモト∞ホール | 若井おさむ                                                                     |
| 第53話   | 2018年8月5日   | 渋谷ヨシモト∞ホール | 麒麟・田村                                                                     |
| 第54話   | 2018年9月9日   | 渋谷ヨシモト∞ホール | チーモンチョーチュウ・菊地                                                     |
| 第55話   | 2018年10月14日 | 渋谷ヨシモト∞ホール | バッファロー吾郎・竹若                                                         |
| 第56話   | 2018年11月4日  | 渋谷ヨシモト∞ホール | 囲碁将棋・根建                                                                 |
| 第57話   | 2018年12月9日  | 渋谷ヨシモト∞ホール | 天津・向（ゲストMC） こりゃめでてーな・伊藤（ゲスト） スタジオカドタ（ゲスト） |